# Elmo Lakka
Elmo Johannes Hannunpoika Lakka (* 10. April 1993 in Elimäki) ist ein finnischer Hürdenläufer, der sich auf die 110-Meter-Distanz spezialisiert hat.

## Sportliche Laufbahn
Erste internationale Erfahrungen sammelte Elmo Lakka im Jahr 2011, als er bei den Junioreneuropameisterschaften in Tallinn mit 14,44 s im Halbfinale ausschied. Auch bei den Juniorenweltmeisterschaften im Jahr darauf in Barcelona erreichte er das Halbfinale und schied dort mit 13,74 s aus. 2015 belegte er bei den U23-Europameisterschaften in Tallinn in 14,03 s den sechsten Platz und mit der finnischen 4-mal-100-Meter-Staffel schied er im Vorlauf aus. 2016 qualifizierte er sich erstmals für die Europameisterschaften in Amsterdam und schied dort mit 13,87 s im Halbfinale aus. Im Jahr darauf nahm er im 60-Meter-Hürdenlauf an den Halleneuropameisterschaften in Belgrad teil, scheiterte dort aber mit 7,78 s in der ersten Runde. 2018 gelangte er bei den Europameisterschaften in Berlin erneut bis in das Halbfinale und schied dort mit 13,60 s aus. Bei den Leichtathletik-Halleneuropameisterschaften 2019 in Glasgow erreichte er in 7,74 s Rang acht über 60 m Hürden und nahm anschließend erstmals an den Weltmeisterschaften in Doha teil, bei denen er mit 13,73 s im Vorlauf ausschied. 2021 erreichte er bei den Halleneuropameisterschaften in Toruń das Halbfinale und schied dort mit 7,71 s aus. Anfang Juni steigerte er den finnischen Landesrekord auf 13,31 s und siegte anschließend mit 13,51 s beim Motonet GP. Daraufhin erreichte er bei den Olympischen Spielen in Tokio das Halbfinale, in dem er mit 13,67 s ausschied.
2022 schied er bei den Weltmeisterschaften in Eugene mit 13,91 s in der ersten Runde über 110 m Hürden aus und kam auch bei den Europameisterschaften in München mit 13,78 s nicht über den Vorlauf hinaus. Im Jahr darauf schied er bei den Halleneuropameisterschaften in Istanbul mit 7,83 s im Halbfinale über 60 m Hürden aus. Im Juni wurde er bei der 1. Liga der Team-Europameisterschaft im Rahmen der Europaspiele in Chorzów in 13,67 s Siebter, ehe er im August bei den Weltmeisterschaften in Budapest mit 13,69 s in der ersten Runde ausschied. 2024 schied er bei den Hallenweltmeisterschaften in Glasgow mit 7,70 s im Halbfinale über 60 m Hürden aus. Anfang Juni kam er bei den Europameisterschaften in Rom mit 14,10 s nicht über den Vorlauf über 110 m Hürden hinaus. Anschließend schied er bei den Olympischen Sommerspielen in Paris mit 13,75 s in der Hoffnungsrunde aus. Im Jahr darauf erreichte er bei den Halleneuropameisterschaften in Apeldoorn das Semifinale über 60 m Hürden und schied dort mit 7,81 s aus.
In den Jahren von 2015 bis 2023 wurde Lakka finnischer Meister im 110-Meter-Hürdenlauf sowie von 2014 bis 2017 und von 2019 bis 2021 und von 2023 bis 2025 auch über 60 m Hürden. Zudem siegte er 2021 auch in der 4-mal-200-Meter-Staffel in der Halle.

## Persönliche Bestzeiten
- 110 m Hürden: 13,31 s (−0,3 m/s), 2. Juni 2021 in Jyväskylä (finnischer Rekord)
  - 60 m Hürden (Halle): 7,63 s, 21. Februar 2021 in Jyväskylä